# Iris leptophylla
Iris leptophylla là một loài thực vật có hoa trong họ Diên vĩ. Loài này được Lingelsh. ex H.Limpr. miêu tả khoa học đầu tiên năm 1922.